# Силяновская-Давкова, Гордана
Гордана Силяновская-Давкова (макед. Гордана Силјановска-Давкова; род. 11 мая 1953, Охрид, НР Македония, ФНРЮ) — македонский политический и государственный деятель, юрист, профессор. Президент Республики Северная Македония с 12 мая 2024 года, первая женщина в этой должности. В прошлом — член Собрания Северной Македонии (2020—2024), министр без портфеля (1992—1994), член Конституционной комиссии Парламента Республики Македонии (1990—1992).

## Биография
Родилась 11 мая 1953 года в городе Охрид. Окончила в 1973 году среднюю школу, в 1978 году — юридический факультет Скопийского университета, где получила степень магистра права. В 1993 году в Люблянском университете получила степень доктора права cum laude, комиссию возглавлял профессор Франц Град. Тема докторской диссертации — «Местное самоуправление — между нормами и реальностью» (1994).
С 1989 года работала ассистентом и преподавателем дисциплины «Политические системы» на юридическом факультете Скопьевского университета. В 1994 году назначена доцентом конституционного права и политических систем, в 2004 году — профессором. В 1990—1992 годах — член Конституционной комиссии Собрания Республики Македонии, в 1992—1994 годах — министр без портфеля в первом правительстве Бранко Црвенковского. Эксперт по выборам ООН, заместитель председателя группы независимых экспертов по местному самоуправлению при Совете Европы. Член Венецианской комиссии в 2008—2016 годах, автор множества научных трудов по конституционному праву и политическим системам.
В 2017—2018 годах выступала как общественный деятель против закона о расширении употребления албанского языка в республике и против Преспанского соглашения.
16 февраля 2019 года выдвинута партией ВМРО-ДМПНЕ как кандидат в президенты Северной Македонии. После своего выдвижения она пообещала, что в случае победы инициирует повторный референдум и вернёт стране старое название. Она потерпела поражение от Стево Пендаровского.
Гордана снова баллотировалась в президенты на выборах 2024 года. На этот раз она победила действующего президента Пендаровского с большим отрывом и стала первой женщиной, избранной президентом Северной Македонии.